# Palmarijanska Kršćanska Crkva
Palmarijanska Kršćanska Crkva, također poznata kao Palmarijanska Katolička Crkva, mala je Kršćanska crkva sa biskupskom stolicom u mjestu El Palmar de Troya u Španjolskoj. Palmarijanska Crkva tvrdi da je ona Jedna, Sveta, Katolička i Apostolska Crkva koju je osnovao Isus Krist. Mnogi novinari i bivši članovi opisuju Crkvu kao kult.

## Organizacija

### Palmarijanski pape
Palmarijanska Crkva smatra Patrijarhat El Palmar de Troya trenutnom Svetom Stolicom Katoličke Crkve i samim tim kao svoje prethodnike smatra sve Katoličke pape od Petra do pape Pavla VI. Od smrti Pavla VI. Palmarijanska Crkva smatra da je Rim zapao u otpadništvo i sve pretendente u Vatikanu od Albina Luciania nadalje smatra antipapama i "predvodnicima Antikrista".
Do danas, Palmarijanska Crkva je imala 4 pape, uključujući trenutnog papu Petra III. od 2016. godine. Palmarijanska Crkva za sad nije održala ni jednu konklavu, nego je Državni sekretar automatski postajao papa.